# پایگاه هوایی بادا
پایگاه هوایی بادا (به انگلیسی: Bada (air base)) یک فرودگاه نظامی است که یک باند فرود بتن دارد و طول باند آن ۲۵۰۰ متر است. این فرودگاه در شهر بادا کشور روسیه قرار دارد و در ارتفاع ۷۶۲ متری از سطح دریا واقع شده‌است.